# Partido Popular Esloveno

El Partido Popular Esloveno (en esloveno: Slovenska ljudska stranka, SLS) fue un partido esloveno de los siglos XIX y XX. 

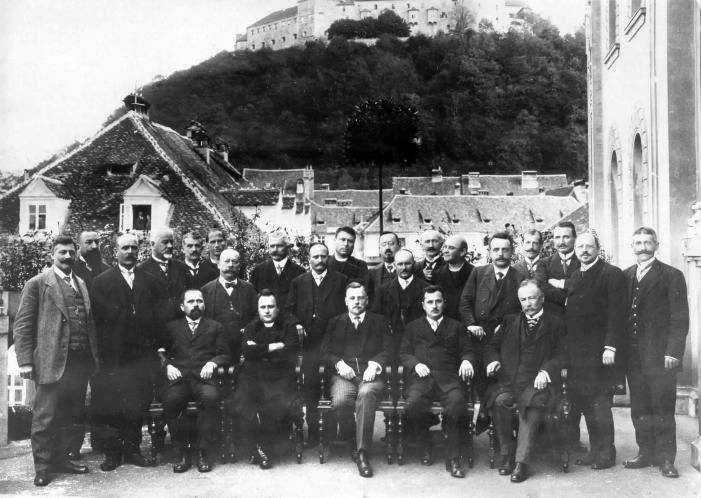
Diputados del Partido Popular Esloveno en el parlamento provincial de Carniola, poco antes de la Primera Guerra Mundial. El presidente del partido, Ivan Šušteršič, aparece sentado en el centro.

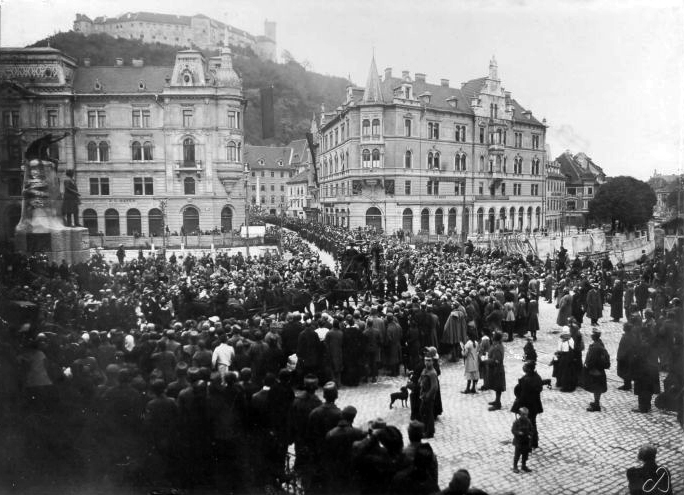
Funeral de Janez Evangelist Krek en Liubliana, 1917, que se convirtió en una manifestación de apoyo al Partido.

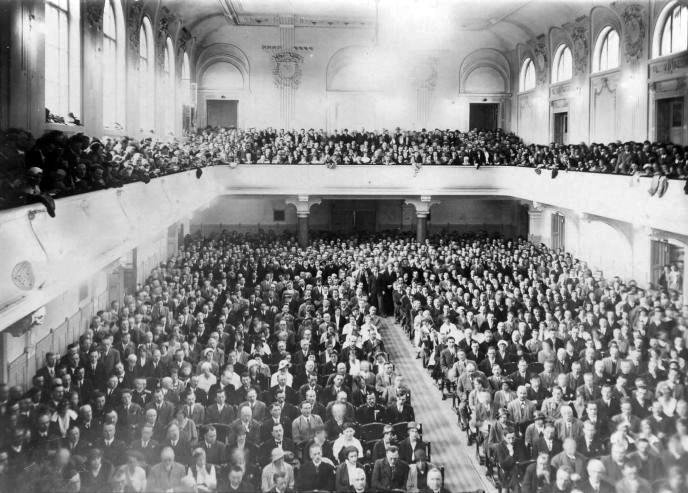
Encuentro cultural organizado por el Partido durante la dictadura del rey Alejandro. EL SLS era el principal partido de oposición a la dictadura en Eslovenia.

## De la fundación del partido a la desaparición de Austria-Hungría
El Partido Popular Esloveno se fundó con el nombre de Partido Nacional Católico (Katoliška narodna stranka) en 1892 en Liubliana con el objetivo de ser un partido de Carniola. El 27 de noviembre de 1905 la junta directiva del partido aprobó el cambio de nombre a Partido Popular Esloveno. Bajo la influencia de Ivan Šusteršič y Janez Evangelist Krek, el partido evolucionó de una ideología conservadora católica a una más próxima a los socialcristianos, por influencia austriaca. El punto principal de su programa era el apoyo al proletariado y a los campesinos. Šusteršič, Krek y sus colaboradores establecieron una amplia red de cooperativas y de créditos a bajo interés, así como asesoramiento. En 1907 se contaban ya 433 en Eslovenia.
En octubre de 1901, el SLS de Carniola se unió a otras organizaciones católicas de la Baja Estiria, del Ducado de Carintia, de Gorizia y Gradisca y de Istria. El partido volvió a cambiar de nombre y se convirtió en el Partido Popular Panesloveno (Vseslovenska ljudska stranka, VLS), el más influyente partido esloveno. En las últimas elecciones austrohúngaras al parlamento austriaco (Reichsrat), el SLS obtuvo el 87 % de los escaños eslovenos. Desde 1987 hasta el estallido de  la Primera Guerra Mundial el partido defendió la concesión de una mayor autonomía a Eslovenia dentro del Imperio. En la última década antes de la contienda, el partido trabajó junto al Partido Croata por los Derechos para lograr la creación de una tercera unidad administrativa en el Imperio, que habría de atraer al resto de eslavos del sur hacia él. El partido tenía grandes esperanzas puestas en las reformas que el heredero Francisco Fernando de Austria había prometido, esperando que incluyesen la tercera entidad eslava formada por eslovenos y croatas.
Los Populares, a menudo llamados "clericales", defendían la inclusión de los eslavos del sur en el Imperio y, por tanto, celebraron la anexión de Bosnia y Hercegovina en 1908. Veían a Austria como un baluarte de la civilización cristiana que, desde el siglo XV, había "defendido a la cristiandad europea de la coerción otomana". Krek defendía la unión de todos los eslavos en el catolicismo dentro de una federación balcánica controlada por Austria-Hungría.
Desde poco antes del estallido de la Primera Guerra Mundial, el partido pasó a estar dirigido por monseñor Anton Korošec, que lo encabezó durante todo el periodo de entreguerras. Él convirtió al partido en proyugoslavo, abandonando su visión exclusivamente eslovena.

## Yugoslavia
En 1917 el SLS tuvo una influencia decisiva en la aprobación de la Declaración de Mayo en la que diputados del Reichsrat austriaco reclamaban la unión de los eslavos del sur dentro imperio en una entidad política.
Incluso antes del fracaso de las negociaciones para decidir el futuro de los eslovenos en el Imperio, Korošec ya había defendido la conveniencia de que los eslovenos y croatas se separasen del Imperio y creasen un Estado de los Eslovenos, Croatas y Serbios.
Durante el periodo yugoslavo el partido mantuvo su preponderancia en la política eslovena, atendiendo, a diferencia de otros partidos nacionalistas de Yugoslavia, tanto a su programa nacionalista como a asuntos económicos y culturales. Gracias a su movimiento cooperativista el campesinado esloveno disfrutó de crédito abundante y barato, a diferencia de sus colegas de otras zonas del país. Gracias a su experiencia parlamentaria en el periodo austrohúngaro, su competencia y su habitual bilingüismo, el partido logró mantener una autonomía práctica frente al gobierno central de Belgrado a la vez que conseguía puestos en la administración central.
En 1920 el partido volvió a su antiguo nombre de Partido Popular Esloveno. Tras su cambio de programa, su postura más proyugoslava, su participación en el gobierno nacional y la competencia de otras formaciones, el partido perdió su primacía en Eslovenia. Pasó del 87% de escaños al 36% tras las elecciones de noviembre de 1920. Ante la pérdida de apoyo el partido cambio de nuevo de postura, abandonando el gobierno y comenzó a reclamar una mayor autonomía para los eslovenos en el nuevo estado. Tras varios intentos infructuosos, el SLS volvió al gobierno en una coalición con los Radicales Serbios. Tras el asesinato de Stjepan Radić en 1928, Korošec fue nombrado primer ministro.
Korošec, no obstante, sólo se mantuvo al frente del gobierno menos de un año ya que el rey proclamó la dictadura el 6 de enero de 1929. Todos los partidos, incluyendo el SLS, fueron disueltos. Varios miembros del SLS fueron arrestados por sus exigencias de vuelta a la democracia, mayor autonomía para Eslovenia y formación de un estado federal. Korošec fue condenado a arresto domiciliario. El partido, sin embargo, mantuvo el apoyo de los votantes. Tras la muerte de Alejandro, asesinado en Marsella en octubre de 1934, el SLS obtuvo el 78% de los escaños en Eslovenia y formó, junto con parte del Partido Radical Serbio y la Organización Musulmana Yugoslava, un nuevo gobierno, con Milan Stojadinović a la cabeza. En 1935 los tres grupos se unieron en una coalición, la Comunidad Radical Yugoslava. Korošec fue nombrado ministro de Interior del país.

## La Segunda Guerra Mundial
Antes del comienzo de la Segunda Guerra Mundial el SLS era el mayor partido esloveno, con más del 70% de votos entre los electores eslovenos. A la muerte de Anton Korošec en 1940 el partido quedó sin un dirigente claro que pudiese sustituir al fallecido. El nuevo presidente era Franc Kulovec, que murió en 1941 durante los bombardeos alemanes de Belgrado, en abril. Tras él dos dirigentes se disputaron la dirección del partido, Miha Krek y Marko Natlačen. Finalmente se decidió que el primero debía partir para reunirse con el gobierno exiliado en Londres mientras que el segundo, ban de la banovina del Drava (provincia), debía quedarse a dirigir el partido bajo la ocupación. El 6 de mayo de 1941 el partido decidió reunir un congreso nacional para decidir cómo lograr la autonomía de todo el territorio bajo un único ocupante, evitando su reparto entre los invasores del Eje. Los partidos eslovenos eligieron a Natlačen como presidente del consejo debido a su pertenencia al partido mayoritario de la región. En 1942 un oficial del servicio secreto al servicio del partido comunista esloveno asesinó a Natlačen, dejando de nuevo al SLS sin dirigente. Los sucesores de Natlačen, de variada ideología, consiguieron mantener unido al partido. Durante la guerra civil que tuvo lugar en Eslovenia durante la guerra mundial el SLS fue perdiendo apoyos e influencia debido al colaboracionismo de muchos de sus cuadros. A pesar de sus llamamientos desde Londres para que cesase esta colaboración con las potencias ocupantes, Miha Krek no logró recuperar el control del partido.

## Tras la Segunda Guerra Mundial
Tras la guerra, el Partido Comunista de Yugoslavia se hizo con el poder y prohibió el resto de partidos, incluyendo al SLS. Los dirigentes de la agrupación emigraron a los EE. UU. y a Argentina.Miha Krek se instaló en Washington D. C., permaneciendo como presidente del partido. El partido, aunque no podía desarrollar su actividad en Eslovenia, fue aceptado en la Liga de Partidos Democratacristianos Centroeuropeos en 1952. Tras la muerte de Krek en 1969 Miloš Stare, residente en Argentina, fue elegido presidente de la formación. A su muerte en 1981 Marko Kremžar pasó a dirigir el SLS.
En 1992 el partido volvió a actuar en Eslovenia, uniéndose a los Democratacristianos Eslovenos (SKD), dirigidos por Lojze Peterle. Marko Kremžar fue elegido vicepresidente del nuevo partido. En el año 2000 éste a su vez se unió con el nuevo Partido Popular Esloveno que se había creado en 1988, siendo la nueva agrupación política la heredera del antiguo SLS.

## Miembros destacados
- Ivan Šušteršič
- Janez Evangelist Krek
- Anton Korošec
- Engelbert Besednjak
- Andrej Gosar
- Izidor Cankar
- Franc Kulovec
- Franc Snoj
- Alojzij Kuhar
- Miha Krek
- Marko Natlačen
- Juro Adlešič
- Ivan Ahčin
- Miloš Stare
- Ciril Žebot